# Otto Hupp
Otto Hupp (Düsseldorf 21 mai 1859 - Oberschleissheim près de Munich 31 janvier 1949 ) est un héraldiste, dessinateur, et graveur, sujet bavarois, puis citoyen allemand.

## Biographie
Issu d'une famille d'artistes de Düsseldorf (son père est graveur et médailleur), Otto Hupp reçoit une première formation artistique dans sa ville natale, puis part en 1878 étudier à Munich auprès du peintre Rudolf von Seitz (de). Ce dernier, ainsi que l'architecte Gabriel Seidl avec qui il travaille et qui lui construit sa villa, aideront Hupp à se faire connaître, et lui procureront des commandes.
La grande spécialité d’Otto Hupp est l'héraldique : instruit par l'étude des meilleurs modèles germaniques du XIIIe au XVIe siècle, Hupp produit au cours de sa vie des milliers de représentations de blasons, dans un style plein de verve et de vigueur.
Intéressé par tous les modes d'expression artistique, Hupp cherchera sans cesse à s'initier à de nouvelles techniques: après la gravure et la peinture, il apprend la céramique, le travail du métal et de la pierre, de l'ivoire, du bois, du cuir. Il dessine des cartons de vitraux, et conçoit aussi différents modèles de caractères typographiques.
Installé à Munich, Hupp travaille pour une clientèle privée (fresques décoratives, ex-libris gravés...) et pour différentes sociétés industrielles et commerciales. Pour la manufacture allemande de céramique Villeroy et Boch, il réalise des modèles de vaisselle décorée. Surtout, il crée pour différentes entreprises des logos, des étiquettes, des en-têtes de lettres et autre matériels publicitaires. Dans ce domaine, son œuvre la plus célèbre reste l’emblème, toujours utilisé, de la bière Spaten (représentant un fer de bêche - Spaten en allemand).
Dans l'Empire allemand, aussi bien que dans la république qui lui succède en 1918, Hupp bénéficie de nombreuses commandes officielles. Il conçoit des modèles de pièces de monnaie, de timbres-poste, de billets de banque. Il dessine des armoiries pour les districts bavarois, pour des villes, et crée également les armoiries officielles de l'État de Bavière (1923). En 1906, le gouvernement bavarois lui a conféré le titre de « professeur ».
De nombreux blasons dessinés par Otto Hupp figurent dans ses deux principales publications : D'une part la collection Wappen und Siegel der deutschen Städte, Flecken und Dörfer (« Armoiries et sceaux des villes, bourgs et villages allemands »), dont cinq volumes (sur dix prévus) paraîtront de 1894 à 1928. De 1913 à 1938, ces blasons seront également diffusés à grande échelle sous forme d’étiquettes publicitaires à collectionner dans les paquets de café de la marque Kaffee Hag (de). Ils contribueront à populariser l'art héraldique. 
L'autre grande publication d’Otto Hupp est, de 1885 à 1936, le Münchener Kalender (« Calendrier de Munich », de 51 fascicules, l’année 1933 n'ayant pas paru). Ce calendrier d'une trentaine de pages, imprimé en couleur au format 316 x 160 mm, comporte pour chaque mois de l'année une double page, avec d'un côté le calendrier du mois, de l'autre un blason richement enluminé. Il s'agit, de 1885 à 1894, d'écussons symboliques inspirés en particulier par les signes du zodiaque. À partir de 1895, ces blasons vont être remplacés par ceux d'anciennes familles allemandes. De plus, au début de chaque calendrier on trouve en général, sur une double page, les armoiries d'un État allemand, ou d'une famille germanique anciennement souveraine, et, à la fin, des notices sommaires sur les familles traitées.
Parallèlement à ce travail de création artistique, Hupp fait paraître plusieurs études érudites. Son projet, à partir de 1937, de publier les principaux armoriaux allemands du Moyen Âge est interrompu par la guerre.
De son vivant, Otto Hupp souhaitait être considéré non comme un artiste, mais comme un artisan. Aujourd'hui, il est généralement tenu pour l'un des meilleurs artistes héraldistes européens de la fin du XIXe et du XXe siècle - peut-être le plus grand.